# White Hills (Labrador)
De White Hills (letterlijk "witte heuvels") zijn een laaggebergte in de Canadese provincie Newfoundland en Labrador. De heuvels bevinden zich in het uiterste oosten van het schiereiland Labrador.

## Geografie
De hoogste piek bereikt een hoogte van zo'n 440 meter boven de zeespiegel. De op een na hoogste piek ligt op 433 meter hoogte en is bereikbaar via White Hills Road, een 19 km lange aftakking van provinciale route 516.
De White Hills wateren langs noordelijke zijde via enkele naamloze beken af in het riviertje White Hills Brook; in het zuiden wateren ze af naar White Hills Pond.

## North Warning System
De op een na hoogste piek van de White Hills, die bereikbaar is via White Hills Road, doet dienst als radarsite van het North Warning System. Dat is een Amerikaans-Canadese samenwerking om het Noord-Amerikaanse luchtruim te beschermen. De site, die bekendstaat als LAB-6, is een van de 11 Canadese lange-afstandsradarsites (met AN/FPS-117 3D-radar) en werd opgericht in 1998. LAB-6 is minimaal bemand en bestaat uit een radartoren, een communicatiegebouw, een opslagplaats (allen met tunnels verbonden) en een helipad. 